# Oberförsterei Jonava

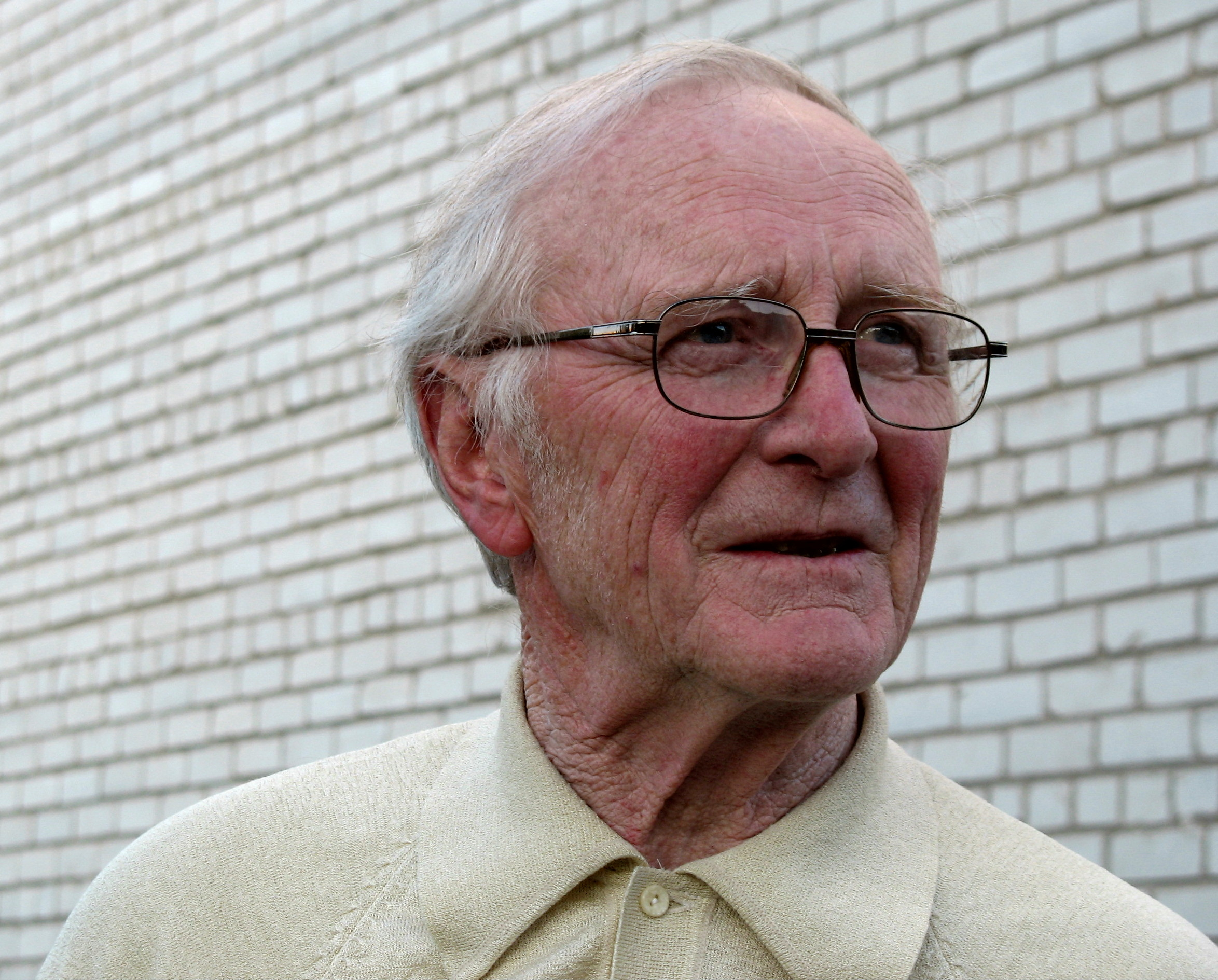
Erster Forstdirektor Julius Danusevičius

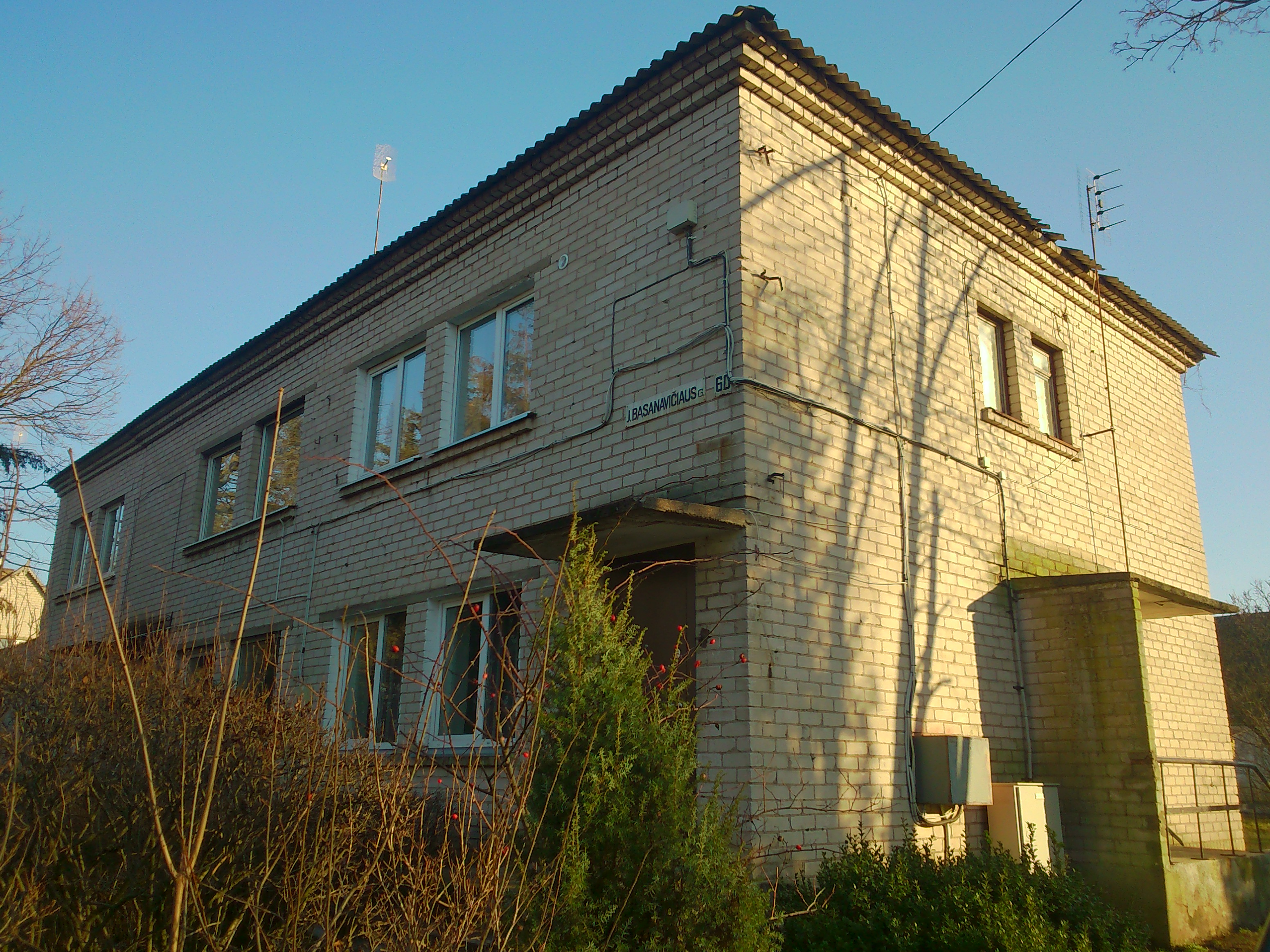
Ehemaliges Verwaltungsgebäude

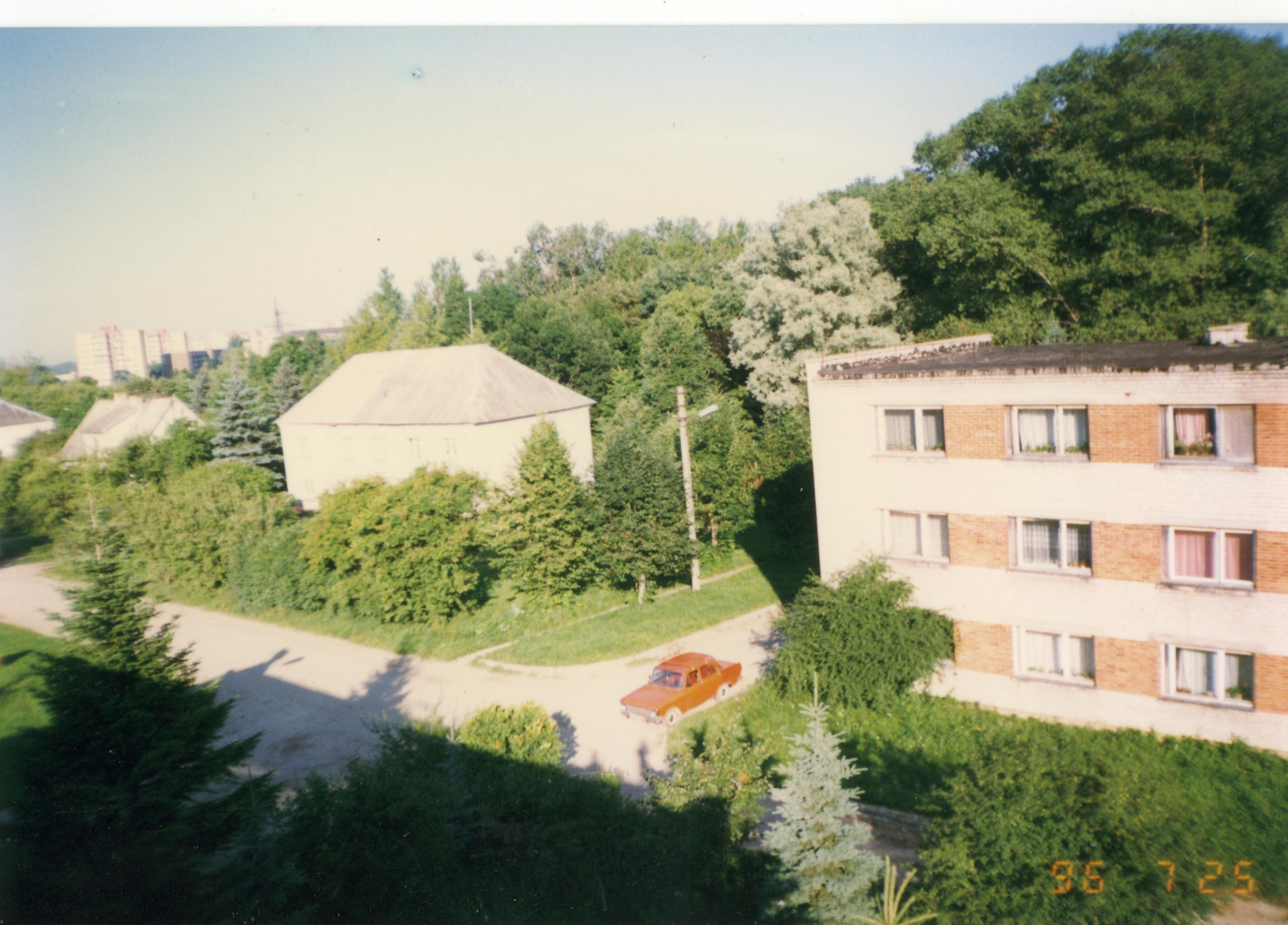
Siedlung des Forstamts Jonava, 1996

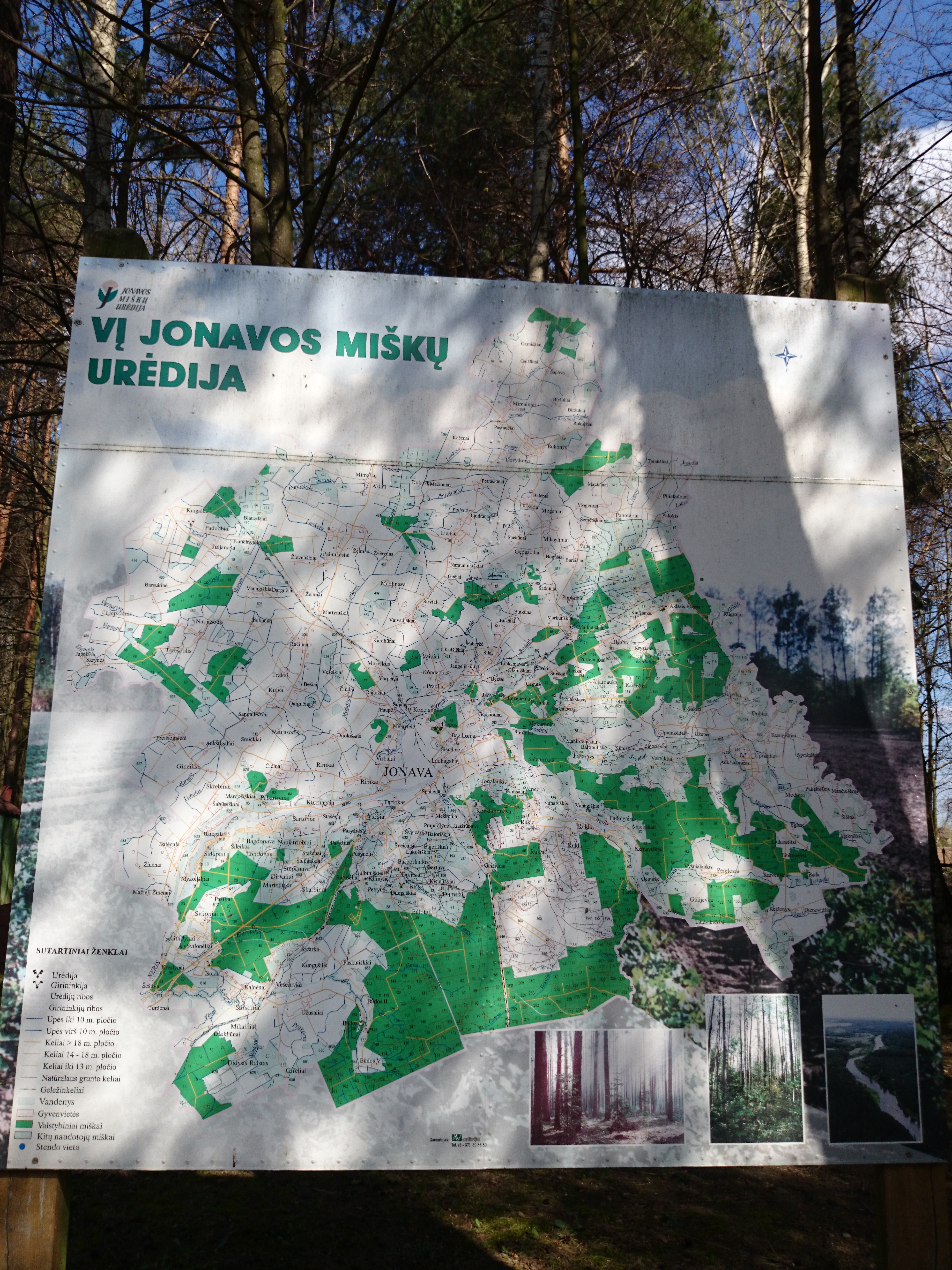
Landkarte der Wälder

Die VĮ Oberförsterei Jonava (lit. Jonavos miškų urėdija) ist eine Oberförsterei und ein Staatsbetrieb in Litauen, in der Rajongemeinde Jonava (Bezirk Kaunas), eine von 42 lokalen Behörden der Landesforstverwaltung. Sie ist in erster Linie für den Staatswald (20.969 ha) zuständig. Die Oberförsterei Jonava untersteht dem Generalforstamt am Umweltministerium Litauens. Das gesamte Territorium der Wälder beträgt 36.941 ha. Die Dienststelle ist in der Stadt Jonava, Miško g. 1, LT-55110. Die Baumschule befindet sich im Dorf Jadvygava.

## Geschichte
Am 1. Januar 1959 wurde der Forstwirtschaftsbetrieb Jonava (Jonavos miškų ūkis) gegründet. Der erste Direktor war Julius Danusevičius (* 1931). Die Gründung initiierte  Algirdas Matulionis (1911–1980), Minister für Forstwirtschaft und Waldindustrie von Sowjetlitauen. Damals wurden die Forstindustrie-Betriebe von Rajongemeinden Kaunas, Kaišiadorys, Širvintos, Kėdainiai und Ukmergė vereinigt. Am Anfang gab es nur vier Förstereien (girininkija). 1961 gründete man noch weitere 4: in Dumsiai (Förster A. Vincevičius), Santaka (Förster A. Mazuronis), Ąžuolynė (Förster A. Mikalauskas) und Girelė (Förster P. Zimblys).
Von 1959 bis 1977 baute man die  Siedlung des Forstamts Jonava am Ende der damaligen Spalio revoliucijos (Oktoberrevolutionsstraße, danach Jonas-Basanavičius- und jetz Miškininkų-Straße) im damaligen Dorf Laukagaliai. Insgesamt baute man 64 Wohnungen (die Häuser Nr. 60–74). Jetzt ist die Siedlung ein Mikrorajon (Stadtteil) von Jonava.
Ab 1971 Direktor des Forstbetriebs war Ramutis Jusaitis. Danach baute man die Herstellungsbasis sowie ein Zweig der Eisenbahn im Dorf Liepiai. 1980 baute man ein neues Gebäude der Betriebsverwaltung.
Von 1991 bis 2002 bewaldete das Forstamt Jonava die ehemaligen Territorien von Polygonen der Sowjetarmee in den Förstereien Dumsiai und Užusaliai. April 2014 gab es 95 Mitarbeiter.

## Förstereien
Die 8 Untereinheiten (Förstereien) mit ihren Dienststellen sind:
| - Försterei Dumsiai; Amtsbezirk Dumsiai, Dumsiškiai - Försterei Gaižiūnai; Amtsbezirk Dumsiai, Gaižiūnai - Försterei Girelė; Amtsbezirk Žeimiai, Kuigaliai - Försterei Jonava; Amtsbezirk Šilai, Jadvygava | - Försterei Pageležiai; Amtsbezirk Šilai, Aklasis Ežeras - Försterei Sviloniai; Amtsbezirk Užusaliai, Išorai - Försterei Upninkai; Amtsbezirk Upninkai, Upninkai - Försterei Užusaliai; Amtsbezirk Užusaliai, Būdos III |

## Schutzgebiete
Im Territorium des Forstamts gibt es 6 staatliche Natur- und Landschaftsschutzgebiete:
| - Lomena-Landschaftsschutzgebiet - Širvinta-Landschaftsschutzgebiet - Geomorphologisches Schutzgebiet Kulva | - Hydrographisches Lietava-Schutzgebiet - Botanisches Schutzgebiet Upninkai - Ichthyologisches Šventoji-Schutzgebiet |

## Leitung
Direktor
- 1959–1971: Julius Danusevičius (* 1931)
- 1971–1990: Ramutis Jusaitis

Oberförster
- 1990–2013: Vytautas Daukševičius (* 1944)[3]
- 2013-: Rolandas Skuja

Stellvertretende Oberförster
- bis 2013: Juozas Jaruševičius (* 1950), ehemaliger Politiker, Mitglied von Seimas
- bis 2013: Raimondas Vincevičius

Leitender Ingenieur
- 2013-: Raimondas Vincevičius (* 1967), ehemaliger stellvertretender Oberförster für Holzgutvorbereitung und Handel[4].

Leitender Förster
- 2013-: Juozas Jaruševičius